# Hydatophylax sakharovi
Hydatophylax sakharovi là một loài Trichoptera trong họ Limnephilidae. Chúng phân bố ở miền Cổ bắc.